# Struthanthus capitatus
Struthanthus capitatus är en tvåhjärtbladig växtart som beskrevs av Cyrus Longworth Lundell. Struthanthus capitatus ingår i släktet Struthanthus och familjen Loranthaceae. Inga underarter finns listade i Catalogue of Life.